# 田原豊
田原 豊（たはら ゆたか、1982年4月27日 - ）は、鹿児島県姶良市出身の元サッカー選手。現役時代のポジションはフォワード。

## 来歴
2008年の京都がJ1昇格後は大型CFとして期待されたが、好不調の波が大きいことなどからチームから戦力外通告を受けて同年限りで退団となった。
京都退団後にJリーグ合同トライアウトへ参加。2009年には韓国の大田シチズンやオーストラリアのアデレード・ユナイテッドのキャンプに参加するも契約には至らず。その後、J2・湘南ベルマーレの練習に参加。新たな攻撃の軸を探す湘南の思惑と一致し、開幕2日前になって入団が決定した。得点だけでなく、ポストプレーはもちろん、激しいチェイシングや相手コーナーキック時には高さに不安を抱えた湘南のディフェンスをカバーするなど、チームに欠かすことの出来ない選手として活躍。J1昇格に貢献した。
2014年、タイ・プレミアリーグのサムットソンクラームFCへ移籍。
2015年、JFLの鹿児島ユナイテッドFCに移籍。負傷などのためリーグ戦1試合の出場にとどまり、同シーズン終了後契約満了により退団することが発表された。
2016年8月に開催された「湘南ベルマーレフットボールDay」のレジェンドマッチに出場した。
2021年現在、プロサッカーの世界から引退し、東京都内の不動産会社でサラリーマンをしている。

## エピソード
- 中学生時代､元力士桜島(下迫弘聖)と共に､大相撲(元､大関霧島､現､陸奥親方)からスカウトを受けた経験がある。
- 鹿児島実業高校では松井大輔の1年後輩。のちに京都パープルサンガ（現:京都サンガF.C.）でもチームメイトとなった。松井はフランス移籍後も、田原が出た試合を必ず見ていたという。その松井がフランスのル・マンへ移籍が決定し、京都での最後の試合で田原がゴールを決めた。また松井は試合後のセレモニーでそのことに触れ、田原に今後の京都サンガを託す旨のコメントを残した。
- 京都で監督として田原を知る加藤久曰く、「日本人のCFで180センチを超える選手はそうはいない」と期待も大きく、対話だけでなく監督自ら食事に至るまで体調管理を指示していたという。田原もその加藤を「（加藤）久さんは父親のような存在」と話している。

## 所属クラブ
- 1998年 - 2000年 鹿児島実業高等学校
  - 2000年 アビスパ福岡 (強化指定選手)
- 2001年 - 2002年  横浜F・マリノス
  - 2002年9月 - 同年末  京都パープルサンガ（期限付き移籍）[6]
- 2003年 - 2008年  京都パープルサンガ/京都サンガF.C.
- 2009年 - 2011年  湘南ベルマーレ
- 2012年 - 2013年  横浜FC
- 2014年  サムットソンクラームFC
- 2015年  鹿児島ユナイテッドFC

## 個人成績
| 国内大会個人成績 | 国内大会個人成績     | 国内大会個人成績 | 国内大会個人成績 | 国内大会個人成績 | 国内大会個人成績 | 国内大会個人成績 | 国内大会個人成績 | 国内大会個人成績 | 国内大会個人成績 | 国内大会個人成績 | 国内大会個人成績 |
| 年度             | クラブ               | 背番号           | リーグ           | リーグ戦         | リーグ戦         | リーグ杯         | リーグ杯         | オープン杯       | オープン杯       | 期間通算         | 期間通算         |
| 年度             | クラブ               | 背番号           | リーグ           | 出場             | 得点             | 出場             | 得点             | 出場             | 得点             | 出場             | 得点             |
| 日本             | 日本                 | 日本             | 日本             | リーグ戦         | リーグ戦         | リーグ杯         | リーグ杯         | 天皇杯           | 天皇杯           | 期間通算         | 期間通算         |
| ---------------- | -------------------- | ---------------- | ---------------- | ---------------- | ---------------- | ---------------- | ---------------- | ---------------- | ---------------- | ---------------- | ---------------- |
| 2001             | 横浜FM               | 23               | J1               | 13               | 1                | 1                | 0                | 0                | 0                | 14               | 1                |
| 2002             | 横浜FM               | 23               | J1               | 0                | 0                | 0                | 0                | -                | -                | 0                | 0                |
| 2002             | 京都                 | 31               | J1               | 5                | 1                | 0                | 0                | 3                | 1                | 8                | 2                |
| 2003             | 京都                 | 11               | J1               | 10               | 1                | 2                | 0                | 1                | 0                | 13               | 1                |
| 2004             | 京都                 | 11               | J2               | 26               | 6                | -                | -                | 2                | 4                | 28               | 10               |
| 2005             | 京都                 | 31               | J2               | 32               | 9                | -                | -                | 2                | 1                | 34               | 10               |
| 2006             | 京都                 | 31               | J1               | 16               | 1                | 3                | 1                | 0                | 0                | 19               | 2                |
| 2007             | 京都                 | 31               | J2               | 31               | 9                | -                | -                | 1                | 0                | 32               | 9                |
| 2008             | 京都                 | 9                | J1               | 24               | 5                | 5                | 1                | 1                | 0                | 30               | 6                |
| 2009             | 湘南                 | 34               | J2               | 41               | 10               | -                | -                | 1                | 0                | 42               | 10               |
| 2010             | 湘南                 | 9                | J1               | 27               | 4                | 3                | 1                | 2                | 0                | 32               | 5                |
| 2011             | 湘南                 | 9                | J2               | 25               | 7                | -                | -                | 3                | 0                | 28               | 7                |
| 2012             | 横浜FC               | 34               | J2               | 30               | 7                | -                | -                | 0                | 0                | 30               | 7                |
| 2013             | 横浜FC               | 34               | J2               | 23               | 1                | -                | -                | 0                | 0                | 23               | 1                |
| タイ             | タイ                 | タイ             | タイ             | リーグ戦         | リーグ戦         | リーグ杯         | リーグ杯         | FA杯             | FA杯             | 期間通算         | 期間通算         |
| 2014             | サムットソンクラーム |                  | プレミア         |                  |                  |                  |                  |                  |                  |                  |                  |
| 日本             | 日本                 | 日本             | 日本             | リーグ戦         | リーグ戦         | リーグ杯         | リーグ杯         | 天皇杯           | 天皇杯           | 期間通算         | 期間通算         |
| 2015             | 鹿児島               | 9                | JFL              | 1                | 0                | -                | -                | 0                | 0                | 1                | 0                |
| 通算             | 日本                 | 日本             | J1               | 95               | 13               | 14               | 3                | 7                | 1                | 116              | 17               |
| 通算             | 日本                 | 日本             | J2               | 208              | 49               | -                | -                | 9                | 5                | 217              | 54               |
| 通算             | 日本                 | 日本             | JFL              | 1                | 0                | -                | -                | 0                | 0                | 1                | 0                |
| 通算             | タイ                 | タイ             | プレミア         |                  |                  |                  |                  |                  |                  |                  |                  |
| 総通算           | 総通算               | 総通算           | 総通算           | 304              | 62               | 14               | 3                | 16               | 6                | 334              | 71               |

- 強化指定選手としての出場はなし

その他の公式戦
- 2003年
  - スーパーカップ 1試合0得点
- 2007年
  - J1・J2入れ替え戦 2試合2得点
- 2012年
  - J1昇格プレーオフ 1試合0得点

- Jリーグ初出場：2001年3月10日 - J1第1節 ヴィッセル神戸戦 (横浜国際総合競技場)
- Jリーグ初得点：2001年4月29日 - J1第6節 サンフレッチェ広島F.C戦 (横浜国際総合競技場)

## 出場大会
- 2000年 AFCユース選手権 準優勝
- 2000年 全国高等学校サッカー選手権大会 準優勝
- 2001年 FIFAワールドユース選手権

## 代表歴
- U-18日本代表
- U-19日本代表
- U-20日本代表